# Fronteira Argentina–Bolívia
A fronteira entre Argentina e Bolívia é a linha que limita os territórios da Argentina e da Bolívia. A fronteira passa do Altiplano às planícies de Chaco e pela zona de Yungas.

## História
O traçado fronteiriço entre os dois países foi feito em 1825 e tem uma extensão total de 742km.
Em 2017, o governo argentino sob Mauricio Macri decidiu endurecer as condições para cruzar a fronteira sob o pretexto de combater o contrabando e o narcotráfico, o que gerou protestos de comerciantes de Aguas Blancas.  Em agosto de 2018, a Argentina enviou tropas à fronteira para prevenir o tráfico de cocaína.  Isso foi denunciado por Evo Morales como uma tentativa de militarizar a fronteira. 